# Orygocera amphichelota
Orygocera amphichelota är en fjärilsart som beskrevs av Edward Meyrick 1930. Orygocera amphichelota ingår i släktet Orygocera och familjen praktmalar, Oecophoridae. Inga underarter finns listade i Catalogue of Life.